# Jackson, Wisconsin
Jackson är en ort i Washington County i delstaten Wisconsin, USA.